# 국제소방안전박람회
대한민국국제소방안전박람회(International Fire & Safety Expo)는 대한민국에서 개최되는 소방, 안전 관련 박람회이다.

## 개요
대한민국국제소방박람회는 2003년 대구지하철 화재를 계기로 소방안전산업 발전을 통해 안전 선진국으로 발돋움하기 위해 2004년부터 연 1회 정례적으로 개최되어왔으며, 박람회와 더불어 중앙소방장비 품평회, 1:1 비즈니스 수출상담회, 소방청 전문 세미나, 소방산업기술원 국제 세미나, 소방교육 등이 함께 개최된다.

## 역사[1]
| 1977        |                 | 한국전쟁 후 미군들이 남겨두고 간 군용트럭을 소방차로 개조여의도 광장에서 첫 국산 소방차 시동식 행사 개최 |
| 2004        |                 | 2003년 2월 18일 대구지하철화재참사를 계기로 안전의식고취를 위해2004년 제 1회 국제소방안전박람회 개최이후 소방산업진흥에 관한 법률제정(2008)으로 소방산업육성발전에 중점 |
| 2005 ~ 2014 |                 | 박람회 성장을 거듭하여 국산소방제품 전세계 수출2012년 20개국 223업체 712부스, 참관객 61,270명(해외 294명)2013년 15개국 216업체 774부스, 참관객 65,658명(해외 313명)2014년 참관객 65,954명(해외 333명)17개국 243개업체에서 870부스 설치아시아 소방안전박람회의 메카로 안착, 국제적 위상 제고 |
| 2015        |                 | 2015년 2월 국제전시협회(UFI)인증 획득총 19개국 275개 업체 참여(외국업체 83개) 944개 부스 운영66,019명 관람, 4,350억원 수출상담, 5,940억원 규모 구매상담 |
| 2016        |                 | 24개국 311개사 (외국업체 84개사) 1,024개 부스운영32개국 69,102명 참관국내외 학술행사 33건 추진수출상담 4,480억원특수소방차(9대) 야외전시 및 시연슬로건 소방산업진흥으로 국민생활 안전확보!                                                                                                  |
| 2017        |                 | 24개국 320개 업체참여(외국업체 87) 1,100개 부스 운영32개국 70,537명 참관아파트 화재대피, 지진체험 등 19종 안전체험관 운영6,650억원 수출상담1,875억원 규모 구매상담슬로건 : 소방산업진흥으로 안전한 대한민국                                                                                 |
| 2018        |                 | 전 세계 40여 소방안전산업 박람회중 5대 박람회로 성장아시아 3대 박람회로 성장333업체 1,180부스, 70,619명(외국바이어 324명) 관람객 유치슬로건 “ 발전하는 소방산업 함께하는 국민안전” |
| 2019        |                 | 26개국 342개 업체참여(외국업체 111) 1,210개 부스 운영31개국 71,044명 참관국내·외 학술행사 35건(국제 6, 국내 29) 개최재난대응용 드론·지진 등 특별관 신설 운영슬로건 : 안전한 나라, 행복한 국민                                                                                               |
| 2020        | 미개최 (코로나) | |
| 2021        |                 | 24개국 351개 업체참여(외국업체87) 1,214부스 운영24개국 53,196 참관국내·외 학술행사 35건(국제 6, 국내 29) 개최국내·외 학술행사 25건(국제 1, 국내 24)개최소방미래비전관 운용슬로건:“THE안전한 미래를 여는 소방산업”                                                                           |